# Метьюэн (Массачусетс)
Метьюэн /mɛˈθuːɛn/ — город в округе Эссекс, штат Массачусетс, США. Население по переписи 2010 года составляло 47 255 человек. Метьюэн расположен вдоль северо-западной окраины графства Эссекс, к востоку от округа Мидлсекс и к югу от округа Рокингхем, штат Нью-Гэмпшир. Город, чьи очертания имеют неправильную форму, граничит с Хейвериллом на северо-востоке, Норт-Андовером на востоке, Лоренсом и Андовером на юге, Дрейкатом (графство Миддлсекс) на западе, Пелемом (Нью-Гемпшир, округ Хилсборо) на северо-западе, и Сейлемом (Нью-Гэмпшир, округ Рокингхем) на севере. Метьюэн расположен в 30 миль (48 км) к северо-северо-западу от Бостона и в 25 миль (40 км) к юго-юго-востоку от Манчестера, штат Нью-Гэмпшир.

## История
Метьюэн был впервые заселен в 1642 году и официально зарегистрирован в 1726 году. Метьюэн изначально был частью Хейверилла, Массачусетс . В 1724 году Стивен Баркер и другие жители западной части города обратились в Генеральный суд с ходатайством о предоставлении им разрешения на создание нового города у ручья Хокс-Медоу. Несмотря на возражения их земляков, петиция была одобрена в следующем году (8 декабря 1725 г.), и Генеральный суд выдал им акт регистрации посёлка Метьюэн, в честь сэра Пола Метьюэна, члена Тайного совета короля и друга исполняющего обязанности губернатора провинции Уильяма Даммера. Первое городское собрание состоялось 9 марта 1726 года в доме местного жителя. Был выделен земельный участок под молитвенный дом, который был построен позже в 1726 году на том месте, где сейчас находится кладбище Митингхаус-Хилл.
Жители северной части нового города Метьюэн вскоре подали прошение о создании своего собственного молитвенного дома (сочетание ратуши и пуританской церкви), и в 1736 году был создан северный приход. Земля для молитвенного дома была подарена потомками первоначальных владельцев Хейверилла, и в 1738 году был построен второй молитвенный дом Метьюэна. Здание сохранилось до наших дней (в наши дни это здание исторического общества Сейлема, штат Нью-Гэмпшир). В 1741 году, с установлением северной границы Массачусетса, большая часть нового северного прихода была отделена из Метьюэна и передана в состав Нью-Гэмпшира, и этот новый посёлок был зарегистрирован как Сейлем, штат Нью-Гэмпшир, в 1750 году.
Промышленный рост 1800-х годов повлиял на развитие Метьюэна. Строительство хлопковых фабрик Метьюэна на реке Спикет приходится на 1820-е годы, а рост производства шляп и обуви на небольших фабриках вдоль реки Спикет стимулировал централизацию экономической, жилой и культурной деятельности Метьюэна в районе улиц Осгуд, Бродвей, Хэмпшир и Плезант. Три богатых семьи — Невинс, Тенни и Сирлс — сыграли значительную роль в истории и развитии Метьюэна. Они основали многие достопримечательностей Метьюэна, включая Мемориальную библиотеку Невинс, здание Сирлс, Дом с воротами Тенни, Дом Невинс, водопад Спикет и памятник Гражданской войны между улицами Плезант и Чарльз.

## География и транспорт
Метьюэн расположен рядом с северным берегом реки Мерримак, а также делится пополам рекой Спикет (первоначально называлась Спигот) ; через него также протекает множество ручьёв. Здесь также есть несколько прудов, а в городе есть городской лес, птичий заповедник и небольшой государственный парк (Tenney State Park). Сосновый Остров (Пайн-Айленд) недалеко от южной оконечности города на реке Мерримак, также входит в состав городской территории.
Метьюэн находится на северном конце межштатной автомагистрали 93 в Массачусетсе, с тремя съездами. Часть межштатной автомагистрали 495 проходит через восточную часть города от Лоренса до Хейверилла. Массачусетское шоссе 213 обеспечивает доступ к автомагистрали между этими двумя городами. Город также пересекают шоссе 28, 110 и 113, последние два пересекаются на съезде 46 с I-93. I-93 проходит через единственный мост в городе через Мерримак.

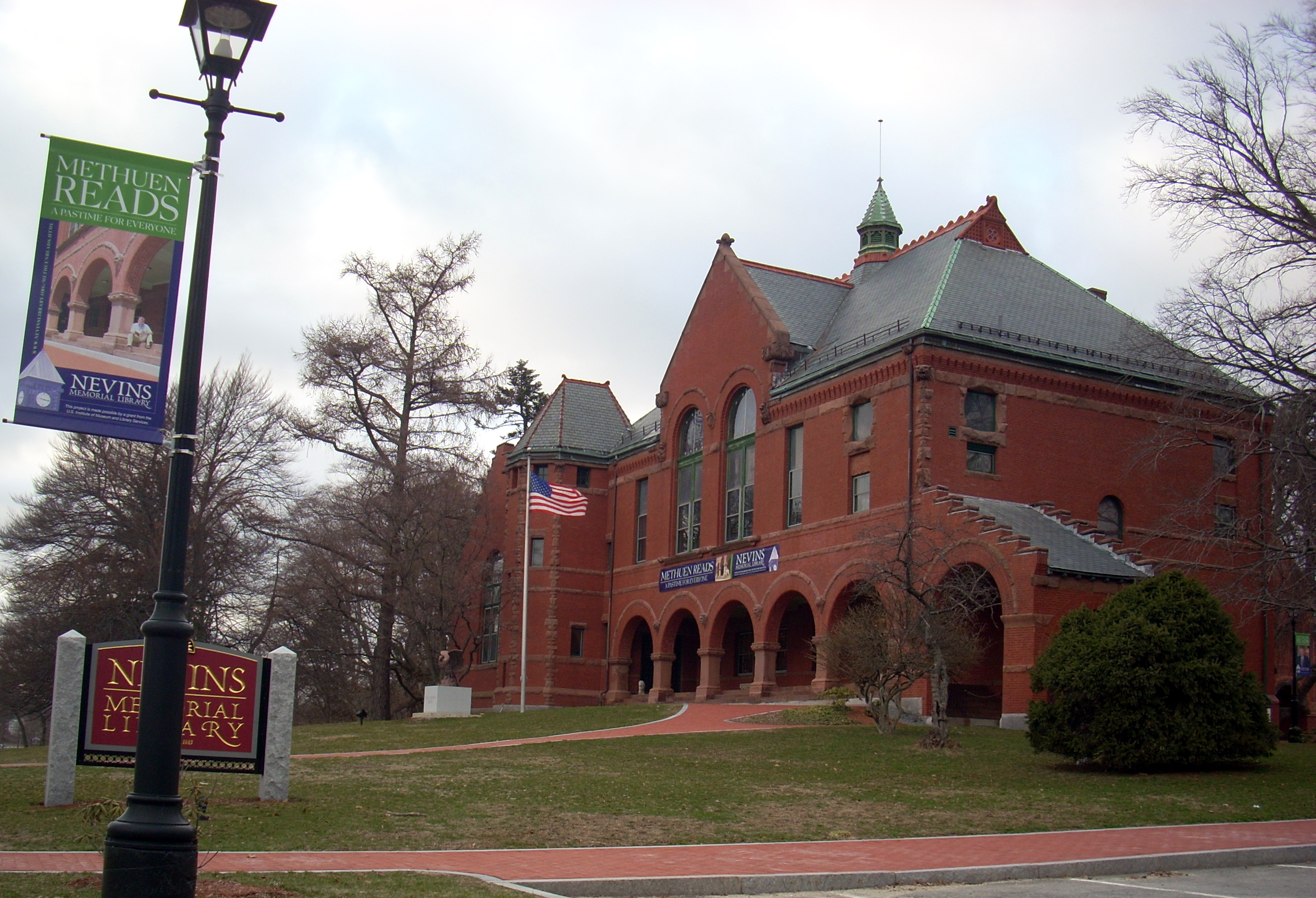
Мемориальная библиотека Невина

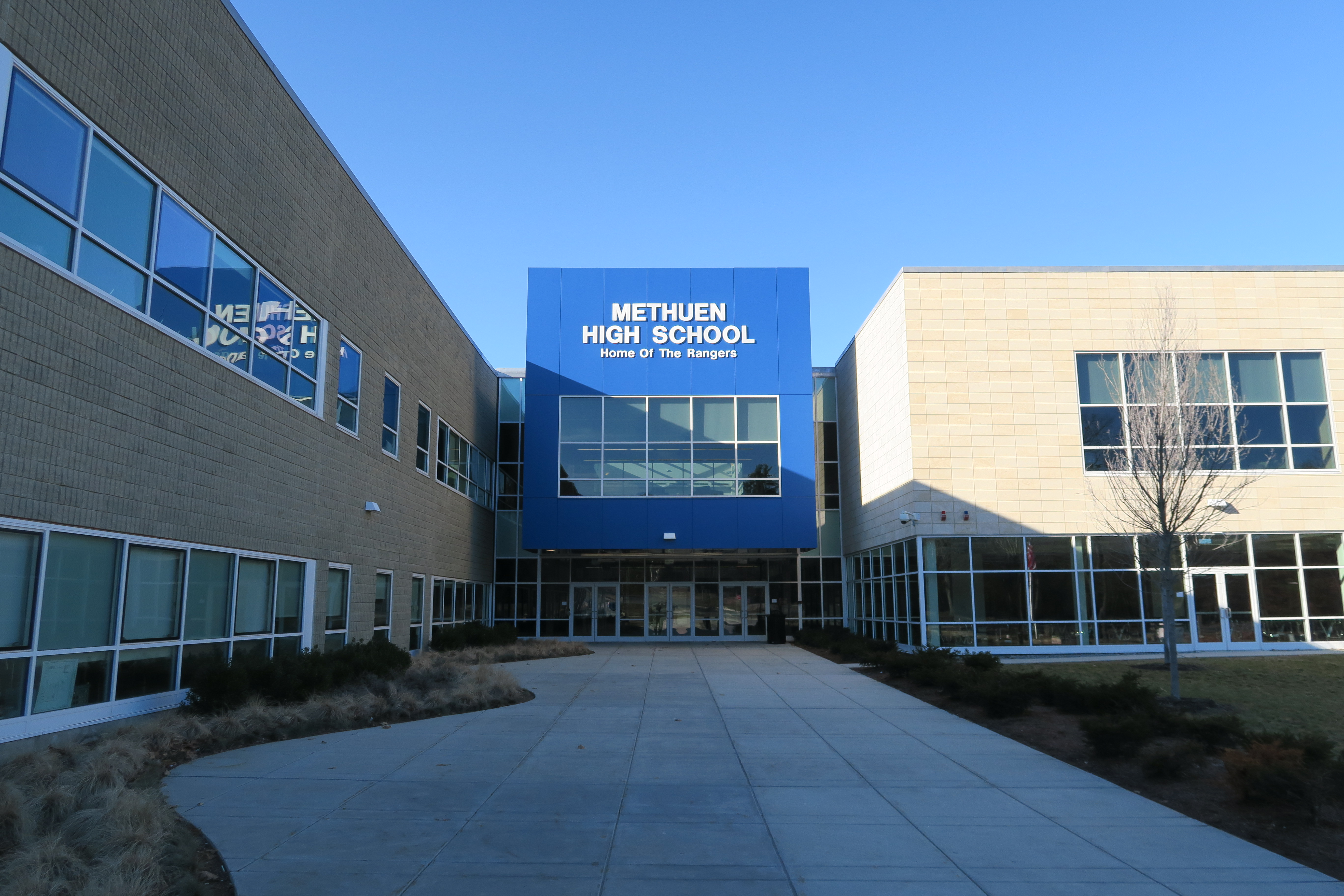
Метьюэнская средняя школа

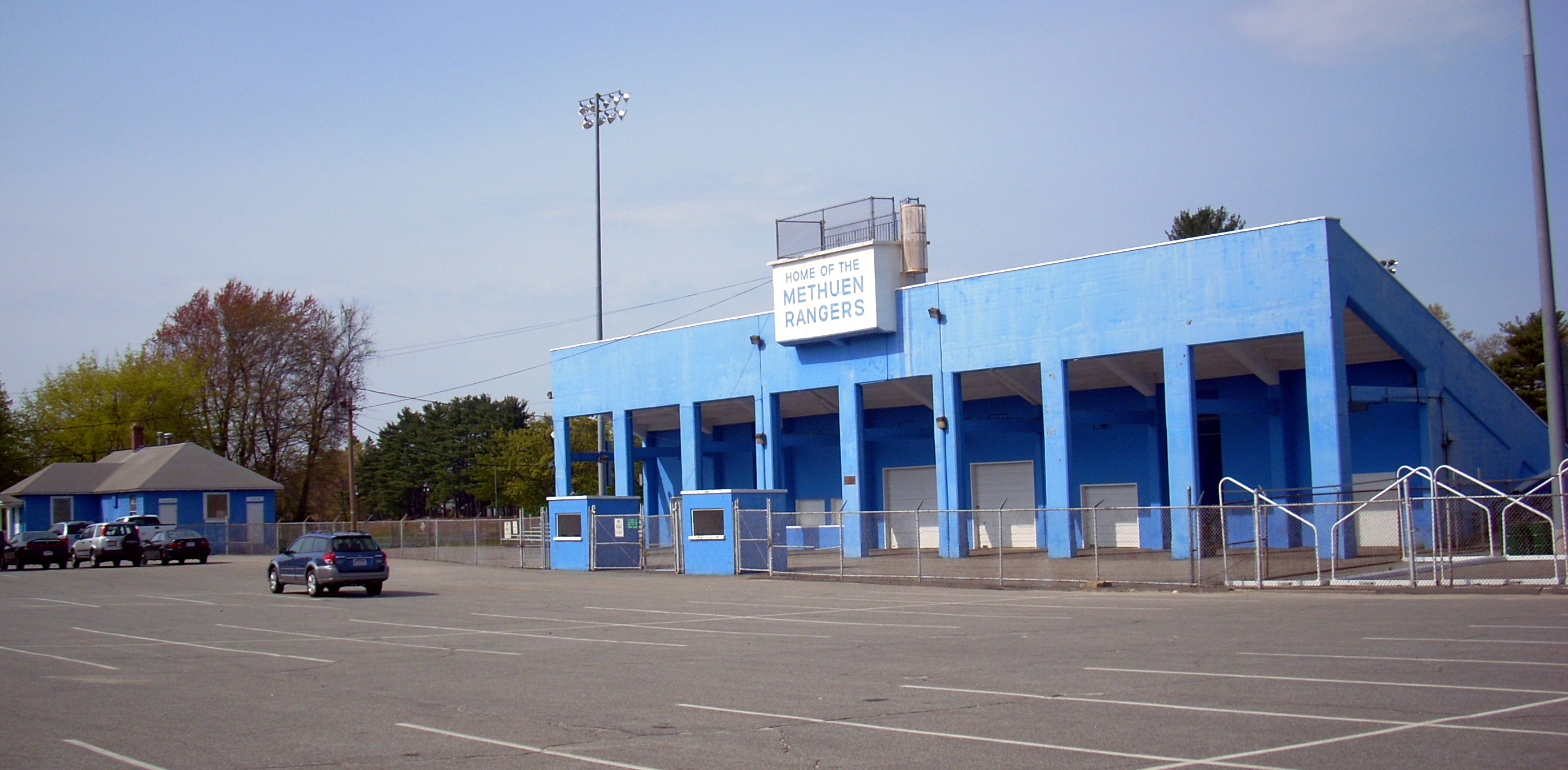
Стадион Николсон, где тренируеся команда «Метьюэн Рейнджерс»

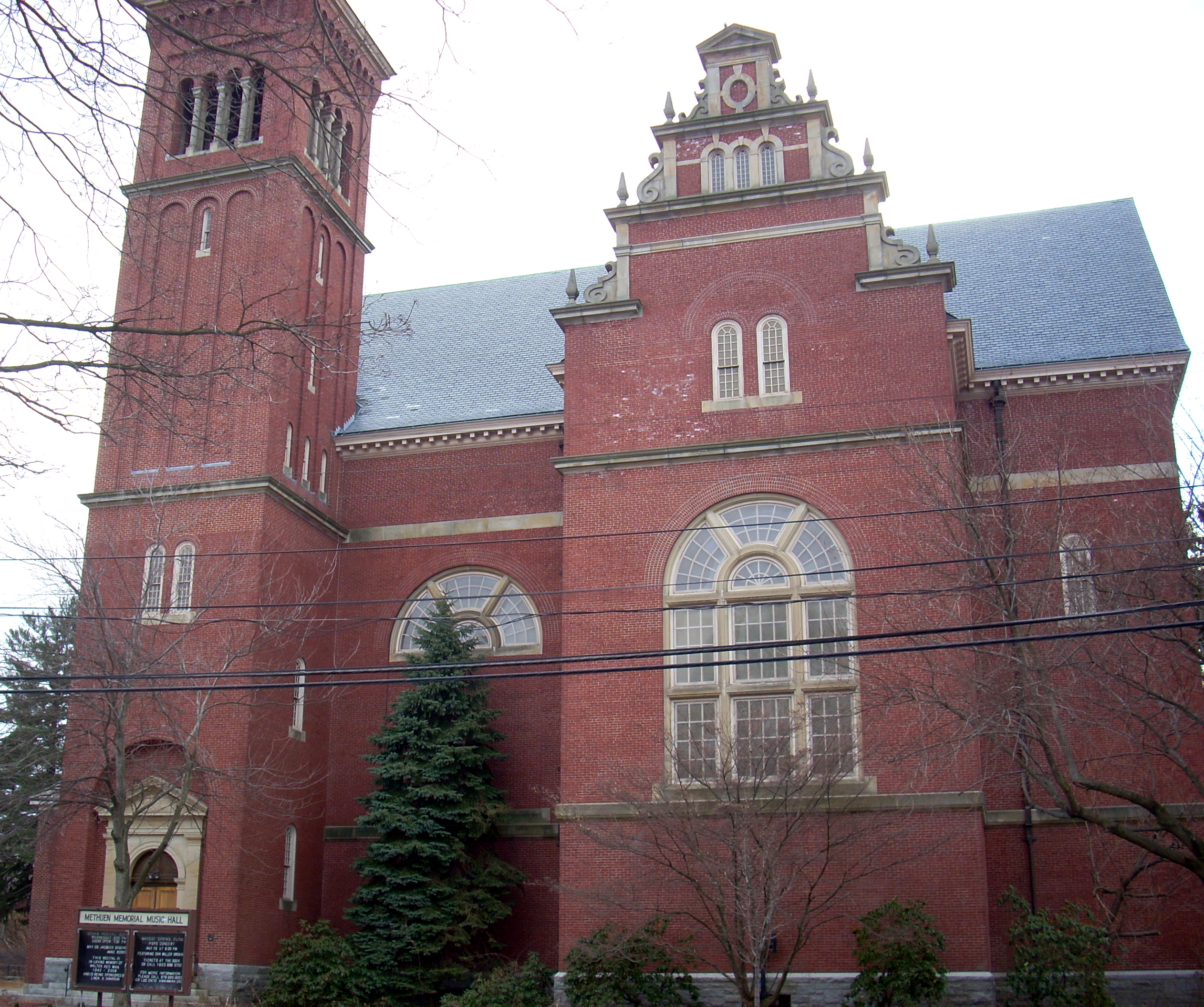
Мемориальный мюзик-холл Метьюэна

## Исторический район
Исторический район Сирлз-Тенни-Невинс, основанный городом в 1992 году для сохранения «самобытной архитектуры и богатого характера одного из самых уникальных районов Массачусетса», назван в честь трёх отцов города Метьюэн: Дэвида С. Невинса, Эдварда Ф. Сирлза. и Чарльз Х. Тенни.

## Известные люди
- Стив Бедросян, питчер Высшей лиги бейсбола
- Джозеф Бодвелл, 40-й губернатор штата Мэн
- Сьюзи Кастильо, Мисс Массачусетс США 2003, Мисс США 2003 и MTV VJ
- Cave In, альтернативная рок- и метал-группа
- Элиас Джеймс Кори, лауреат Нобелевской премии по химии 1990 года
- Бен Косгроув, композитор и мульти-инструменталист
- Пэт ДеКола, спортивный репортер
- Роберт Фрост, поэт, в 1900 году
- Кэлвин Каттар, профессиональный боец ММА
- Кристофер Леннерц, композитор для фильмов, телешоу и видеоигр
- Джимми Педро, бронзовый призёр Олимпийских игр
- Роберт Роджерс (1731—1795), основатель компании «Рейнджеры Роджерса», которая привела к созданию Рейнджеров армии США.
- Джон Руис, профессиональный боксер и бывший чемпион мира по версии WBA в супертяжелом весе
- Эдвард Фрэнсис Сирлз (1841—1920), филантроп, дизайнер интерьеров и архитектуры.
- Джеймс Майкл Шеннон, генеральный прокурор Массачусетса и конгрессмен
- Чарльз Х. Тенни (1842—1919), промышленник и филантроп